# Chiddes (Nièvre)
Chiddes település Franciaországban, Nièvre megyében. Lakosainak száma 353 fő (2022. január 1.). Chiddes Villapourçon, Avrée, Larochemillay, Millay és Sémelay községekkel határos.

## Népesség
A település népességének változása:
| Lakosok száma | 327  | 331  | 335  | 334  | 338  | 339  | 344  | 348  | 353  |
|               | 2013 | 2015 | 2016 | 2017 | 2018 | 2019 | 2020 | 2021 | 2022 |